# Les Perry

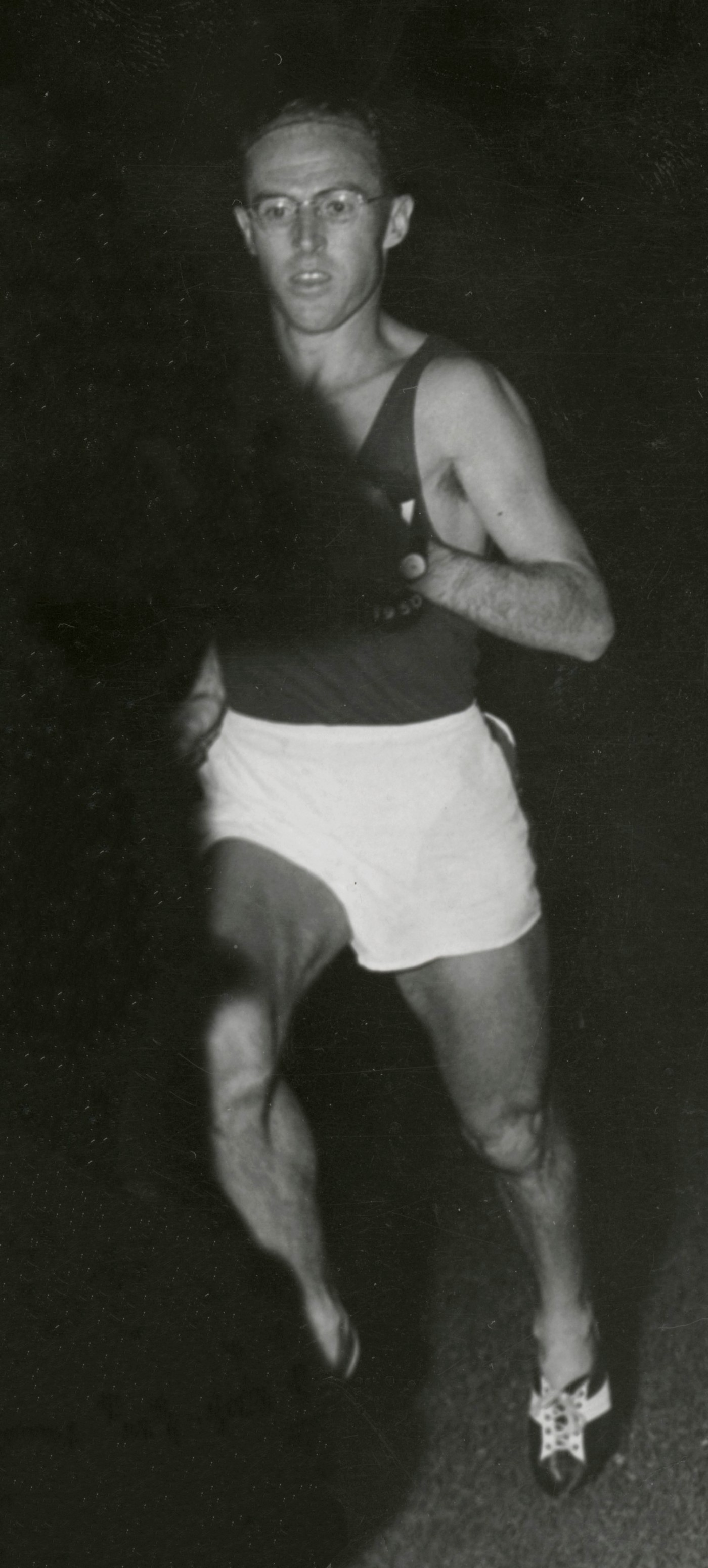
Les Perry (1953)

Les Perry (Leslie John Perry; * 29. Januar 1923 in Stawell, Victoria; † 17. September 2005) war ein australischer Langstreckenläufer.

## Leben
1950 wurde Perry bei den British Empire Games in Auckland Siebter über drei Meilen.
Bei den Olympischen Spielen 1952 in Helsinki wurde er Sechster über 5000 m; über 10.000 m erreichte er nicht das Ziel. Er freundete sich mit Emil Zátopek an, dessen Trainingsmethoden er nach Australien brachte. Mit seinem zeitweiligen Trainer Percy Cerutty engagierte er sich im Victorian Marathon Club (VMC) für bessere Wettkampfbedingungen bei Langstreckenwettkämpfen.
1956 wurde er im Marathon Victoria-Meister und Dritter bei den Australischen Meisterschaften. Im Marathon der Olympischen Spiele in Melbourne gab er auf.
Von 1950 bis 1953 wurde er viermal in Folge Australischer Meister über drei Meilen. Außerdem wurde er 1950 nationaler Meister im Crosslauf und 1959 zum zweiten Mal Victoria-Meister im Marathon.
1961 begründete er mit dem VCM-Sekretär Fred Lester das Zatopek:10, das bedeutendste Bahnrennen Australiens, bei dem sein Schützling Ron Clarke 1963 einen Weltrekord über 10.000 m aufstellte.

## Persönliche Bestzeiten
- 5000 m: 14:23,6 min, 24. Juli 1952, Helsinki (ehemaliger australischer Rekord)
- 10.000 m: 30:23,0 min, 17. Oktober 1953, Melbourne (ehemaliger australischer Rekord)
- Marathon: 2:29:09 h, 8. September 1956, Melbourne